# Puna (travišča)
Ekoregijo puna, gorski travnat in grmičast biom, najdemo v osrednjih Andih v Južni Ameriki. Velja za eno od osmih naravnih regij v Peruju, vendar se razteza proti jugu, čez Bolivijo, vse do severne Argentine in Čila. Izraz puna zajema raznolike ekosisteme visokih srednjih Andov nad 3200–3400 m. Obsega površino okoli 586.100 km2.

## Lega
Puno najdemo nad vrhovi na nadmorski višini 3200–3500 m in pod stalno snežno mejo nad 4500–5000 m. Razteza se od osrednjega Peruja na severu, čez planoto Altiplano v Peruju in Boliviji ter južno vzdolž hrbtenice Andov do severne Argentine in Čila.
Drugi viri trdijo, da gre na Suni (ena izmed osmih naravnih regij Peruja v Andih na nadmorski višini med 3500 in 4000 metri - visoke planote in pečine, nekaj kmetijstva) in od 4000 m do snežne meje (permafrost in alpska puščava) travnatega puna (gorski vrhovi in pobočja, precej hladnejše).

## Ekoregija
Puna je raznolik ekosistem, ki zajema raznolike ekoregije z oznako mokra / vlažna puna, suha puna in puščavska puna.
Kot se vidi na zgornjem desnem zemljevidu, je puna razdeljena na štiri vrste glede na letno količino padavin (vlažnost ali suhost) od severovzhoda do jugozahoda:
1. Vlažna travna puna s 1000 – 2000 mm
2. Polvlažna puna s 400 – 1000 mm (trava pokriva celotno površino / čas suše manj kot 6 mesecev)
3. Suha puna s 100 – 400 mm (trave v samotnih grudicah / čas suše več kot 6 mesecev)
4. Puščavska puna z 0 – 100 mm (trnje, grmičevje / suho obdobje do 8,5 mesecev in sipine, slana puščava / suho obdobje do 12 mesecev)

Prebivalci te regije gojijo ječmen, krompir in maco. Alpake, vikunje in gvanaki se gojijo za volno, lame pa za volno in prevoz. Človeška prebivališča v puni so zelo razširjena in se navadno povečuje proti vzhodu proti vlažnejšim območjem. Domači gomolji in zrna se gojijo na velikih površinah centralne pune. Prebivalci te regije gojijo avtohtone gomolje (krompir in maca) skupaj s tujimi zrni, kot je ječmen in avtohtonimi psevdožitaricami, kot je kvinoja. Večina pune je pod vplivom paše živali. Govedo, konji in osli so lokalizirani v mokri / vlažni puni, medtem ko lahko lamo, ovce in alpake gojijo tako na mokrem kot v suhem območju pune. Požari pogosto spremljajo pašo kot orodje za upravljanje in je ena glavnih groženj traviščem. Bolj sušnim območjem grozi napredovanje do dezertifikacije.

### Mokra / vlažna puna (Centralna andska mokra puna)
Ta ekoregija je visoko nadmorsko mokro gorsko travinje v južnih visokih Andih, ki se pojavlja od severnega Peruja do severne Bolivije. Mokra puna deli mejo na zahodu s puščavo Sechura in vzhodu z mokrimi perujskimi Yungasi. Značilna gorska pokrajina vsebuje visoka jezera, gorske doline, zasnežene gore in planote. Visoka višina mokre pune (4200 do 5000 m) povzroča, da ima območje velike temperaturne razlike med nočjo in dnevom. Povprečna letna temperatura je nizka in se giblje med 5 in 7 °C; z nočnimi pozebami od marca do oktobra. Temperature se spreminjajo iz značilnih poletnih najvišjih podnevi in ponoči padajo na zimske najnižje. Ta ekstremni temperaturni premik je povzročil selektivno prilagajanje in številne endemične rastline, kot so Culcitium, nebinovke Perezia in približno dvajset vrst Polylepis, svojo raznolikost usmerjajo v mokro puno.
Ekoregija vsebuje zasnežene vrhove, ledeniška jezera in več rek, ki izvirajo iz kordiljere. Največje jezero v ekoregiji je jezero Titicaca, ki je najvišje plovno jezero na svetu, na nadmorski višini 3800 m. Reki Suches in Tiwanacu v Boliviji sta pritoka jezera. Območja na severu, ki obkrožajo jezero Titicaca, imajo osem mokrih mesecev, območja na jugu pa enega do dva mokra meseca. Povprečne padavine v tej regiji se gibljejo od 400 do 2000 mm.

### Suha puna (Centralna andska suha puna)
Ta ekoregija je zelo suho visokogorsko gorsko travinje v južnih visokih Andih. Razteza se v severnem Čilu in Argentini ter vzhodno v zahodni Boliviji, ki se pojavlja nad 3500 m med drevesno in trajno snežno mejo. Vegetacija suhe pune je sestavljena iz tropskih alpskih zelišč s pritlikavimi grmi. V suhi puni so slanišča, visoke planote, zasneženi vrhovi in vulkani. Suha puna se od ostalih vrst pune razlikuje po zmanjšanju letnih padavin. Ima 8 mesecev dolgo suho sezono in vsako leto prejme manj kot 400 mm padavin. Regija leži na nadmorski višini 3500–5000 m. Tudi suha puna je oligotermična. Povprečne temperature v tej ekoregiji se gibljejo od 8 do 11 stopinj Celzija in so najnižje na jugu. Zaradi višine, različnih temperatur in pomanjkanja padavin je suha puna v Srednjih Andih edinstvena ekoregija z zelo prilagojeno floro in favno. Južno območje suhe pune zajema še bolj suho puno, znano kot puščavska puna. V puščavski puni povprečna količina padavin znaša le 51–406 mm. V puščavski puni prevladujejo ogromna slana jezera, znana pa je po razpršenih halofitih okoli in v depresijah. V teh slanih jezerih živi endemični andski plamenec.
Svetovni sklad za prosto živeče živali (WWF) opredeljuje tri različne podekoregije puna:
- NT1003 Centralnoandska mokra puna (Bolivija, Peru) - Z približno 1000 mm padavin vsako leto: prekrivajo jo trave, pomešane z zelišči, lišaji, mahovi in praproti. Mokra območja imajo šaš in rogoz. Gozdove Polylepis izpred 10.000 let so bržkone očistili s požari za kmetijstvo in pašo. Obdelujejo se številna območja. Razteza se od severno-osrednjega Peruja, v bližini páramosa, in sega proti jugovzhodu do vzhodnega altiplana Bolivije.[5]
- NT1002 Centralnoandska puna (Bolivija, Peru) - pokriva večino južnega Peruja, v regiji prevladujejo grmičevje in goščava grmičevja tola ( Parastrephia lepidophylla).
- NT1001 Centralnoandska suha puna (Argentina, Bolivija, Čile) - Večinoma v južnem delu Srednjih Andov vzdolž zahodnih kordiljer Bolivije. Kmetijstva je malo.

## Sestava tal
Tla Puna so sestavljena iz organsko bogate plasti in kamnite plasti. Povprečni profil tal je globok 33 cm. Ekosistem puna ima v tleh majhno raznolikost bakterij. V rizosferi trav prevladujejo vrste Bacillus, ti organizmi so sestavljeni iz mirujočih celic, ki jim omogočajo preživetje v ekstremnih podnebnih razmerah v ekosistemu pune. Mirujoča bakterijska skupnost puna trave je podobna tisti v puščavskih tleh.

## Rastlinstvo
Za rastlinstvo pune so značilni edinstveni sklopi oblik, ki tvorijo blazine in preproge. Mnoge od teh vrst, predvsem velika Azorella compacta (jareta), so močno nabirali za gorivo in medicinsko uporabo. Rastlinstvo na travnikih puna kaže na zapletene vzorce prostorskih sprememb, kljub nizki pokritosti in celotni gostoti. Pas pune, ki sega od mokre pune na severu Andov do suhe pune do jugozahodnih Andov, sestavljajo večinoma Poaceae (trave) in grmi iz družine Asteraceae (nebinovke). Druge reprezentativne trave so vrste Jarava ichu ("Paja Brava"), šašulica Calamagrostis vicunarum (crespillo) in bilnica Festuca dolichophylla ('chillihua'). V Puni je več glavnih formacij skalnih enot z različnimi razmerami v tleh, ki jih je mogoče uporabiti za prepoznavanje glavne flore vsakega območja. Do 3000 m nad puščavo so za sušno vegetacijo gorske stepe značilni stebričasti kaktusi, suho grmičevje in zelišča. Vegetacijo, ki leži na višini od 3800 do 4000 m, vzdržujejo rjave andske prsti na usedline pepela in vključujejo številne endemične rastlinske vrste, kot so Hersodoma arequipensis, Piplostephium tacorense in Opuntia corotilla. Puna je na splošno bolj suha od párama planinskih travišč severnih Andov.

## Živalstvo

### Sesalci
Domači sesalci so lama, alpaka, vikunja in gvanako. Višinska puna je biom, ki obsega razmeroma velike zaloge. Nekatere glavne vrste za njegovo ohranitev so Lama vicugna (vikunja) in Lama guanicoe. Gvanako (Lama guanicoe) je kamela, ki izvira iz Južne Amerike. Ta žival lahko zraste do 1,2 metra.

### Ptiči
Populacije ptic v ekosistemu pune so za tako ostro in ekstremno okolje presenetljivo raznolike. Narodni park Lauca na primer vključuje 148 vrst ptic, kar predstavlja približno tretjino celotne čilske populacije ptic. Mnoge od teh vrst so redke in privabljajo obiskovalce na to območje. Eden od primerov te redke avifaune je orjaški Darwinov nandu (Rhea pennata), ki je podoben noju, ki ga najdemo v starem svetu, saj doseže do enega metra višine in 20 kg teže. Puna vključuje tudi veliko različnih vodnih vrst, zlasti na jezeru Chungará v severnem Čilu. Ekosistem puna ima veliko različnih sladkovodnih rib.
Relativno malo ptic, kot so andski kondor, nekatere Geositta's ter rumeni ščinkavci (Sicalis). Pogosto najdemo v prostranstvih punskih travišč številne ptice, ki so povezane z visokogorskimi jezeri in močvirji, na primer andska gos (Neochen melanoptera), andski plamenec, andski pobrežnik (Recurvirostra andina), orjaška liska (Fulica gigantea), raca (Spatula puna) in močvirnik (Phegornis mitchellii).

## Prizadevanja za zaščito in grožnje
Človeška dejavnost travnate površine puna hitro izčrpa in zato potrebuje veliko pozornosti na področju ohranjanja. Vzrok za uničenje so lahko številni dejavniki, vendar je ohranjanje skoraj v celoti odvisno od tega, v kolikšni meri ljudje naseljujejo območje. Ljudje dramatično oblikujemo ekosistem s pretvorbo večjega dela zemlje v kmetijska zemljišča in pašna območja. Zaradi velikega povpraševanja po gorivu za kuhanje in ogrevanje med prebivalci tega območja je velik del zemljišč degradiran. Na primer, drevesa iz rodu Polylepis so nekoč zlahka našli v celotnem ekosistemu, zdaj jih ni več. Najbolj razširjen vpliv na travišča je obsežna paša v kombinaciji z učinki požarov. Ker paša izsuši zemljo, je bolj dovzetna za ogenj. Ko je zemljišče izpostavljeno ognju, je verjetnost, da bo spet gorelo, ustvarja povratno zanko, ki vodi do škode v ekosistemu. Kljub dejstvu, da so puna travišča močno pašni, je kot ekosistem zelo odporen. Na teh območjih visoke paše se sukcesivne vrste trave in rastlin debelo vraščajo, s čimer se tla ohranijo, kar pomeni, da je njihov potencial za obstoj večji. Na travišča vplivajo tudi lokalno kmetijstvo, rudarstvo in odlaganje odpadkov, odvisno od koncentracije prebivalstva.
Prevladujejo dve obliki upravljanja s pašniki pune. Prva je komunalna. Pri tej obliki upravljanja skupnost nadzoruje zemljo in vsak član te skupnosti pase živino. To na splošno vodi do prekomerne paše in degradacije zemljišč. Drugi slog vodenja je kooperativa. Ta vrsta upravljanja izvira iz gibanja, ki je odvzelo zemljo velikim lastnikom zemljišč in jo predalo svetu, ki so ga sestavljali delavci. Agronomi in znanstveniki vidijo zemljo in skrbijo za trajnostno pašo.
Čeprav je na traviščih puna veliko težav, ki jih večinoma pripisujejo prekomerni paši, se sprejemajo ukrepi za izboljšanje trenutnega stanja. Ti ukrepi so minimalni, razmerje med zavarovanimi območji in ostalim ekosistemom je majhno. Naraščajoče prebivalstvo, gradnja novih cest in rudarske dejavnosti ovirajo ohranitev ekosistema. Na srečo se ozavešča o problemu in sprejemajo se ukrepi za izboljšanje ohranjanja. Trenutno se na številnih območnih univerzah uvajajo programi upravljanja območja za raziskovanje novih idej, ki uporabljajo malo tehnologije in lahko pomagajo obnoviti ekosistem. Z ustreznim upravljanjem se lahko travnata puna obnovi in podpre naraščajoče prebivalstvo okoliških območij. Na koncu pa morajo lokalni posamezniki tega območja uskladiti druge načine, kako lahko prejemajo dohodek na način, ki zemlji ne škoduje.